# Ecografía obstétrica

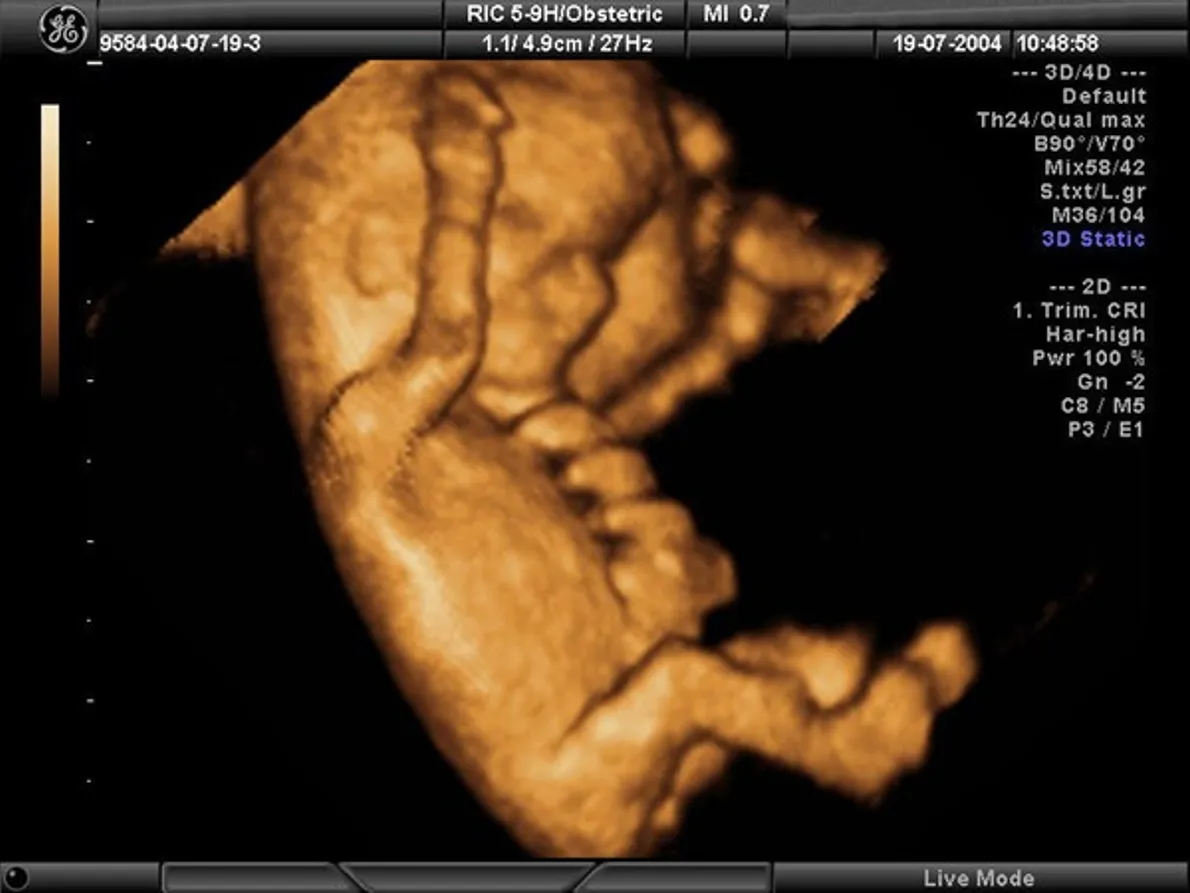
La ecografía en el embarazo se usa para examinar al feto. Da información sobre el crecimiento, el desarrollo y la salud general del embrión o feto.

La ecografía obstétricaes un procedimiento de carácter médico usado para determinar la existencia de un embarazo y conocer las condiciones del embrión o feto, así como de la placenta, útero, cuello del útero y líquido amniótico. La ecografía es un procedimiento de diagnóstico que emplea el ultrasonido compuesto para crear imágenes bidimensionales o tridimensionales. Un pequeño instrumento (muy similar a un micrófono) llamado transductor emite ondas de ultrasonidos. Estas ondas sonoras de alta frecuencia se transmiten hacia la parte del cuerpo en cuestión (en este caso, el vientre) y se recibe su eco, el cual es procesado por un ordenador que muestra una imagen del feto sobre el que ha incidido el ultrasonido.
Esta técnica se considera el método más seguro para conocer el estado general del embarazo y, según las semanas de gestación, tiene sus indicaciones específicas. El examen se lleva a cabo a través de imágenes. Las ondas sonoras reflejadas en el interior del vientre materno permiten ver el desarrollo del feto. También se usa para ver los órganos pélvicos de la madre durante el embarazo. La ecografía obstétrica no emplea radiación ionizante.

## Prescripción del examen
El examen, por lo general, lo hacen radiólogos o ginecólogos a fin de conocer el desarrollo del feto y su posición dentro del útero.
| 1.er trimestre                                                            | 2.º trimestre                                                             |
| ------------------------------------------------------------------------- | ------------------------------------------------------------------------- |
| Verificar la normalidad del embarazo.                                     | Determinar edad, crecimiento, posición y algunas veces, el sexo del feto. |
| Conocer el desarrollo del feto.                                           | Identificar problemas que tenga el feto en su desarrollo.                 |
| Determinar problemas, como embarazo ectópico o posible amenaza de aborto. | Buscar si hay embarazo múltiple (mellizos, trillizos, etc.).              |
| Conocer la frecuencia cardíaca fetal.                                     | Evaluar la placenta, el líquido amniótico y la pelvis.                    |
| Buscar si hay embarazo múltiple (mellizos, trillizos, etc.).              |                                                                           |
| Identificar problemas de la placenta, el útero, la pelvis y los ovarios.  |                                                                           |

Algunos centros médicos realizan este examen a las 13 o 14 semanas de gestación para conocer si el feto tiene riesgo de padecer síndrome de Down u otras anormalidades del desarrollo.
El sexo del feto se puede determinar a través de una ecografía, en más del 95 % de los casos y con una fiabilidad superior al 99 % a partir de la semana 18 de embarazo. Entre las semanas 12 y 18 es posible detectarlo en un porcentaje bastante alto, pero con un margen de error mayor.

## Efectos de la ecografía

### Efecto térmico
Es el principal efecto en los ultrasonidos obstétricos. Aparece cuando se produce calentamiento de tejidos blandos y del hueso. Esto se debe a la propagación del sonido en los tejidos, lo cual provoca fricción y la energía mecánica es transformada en calor. Para presentarse algún efecto sobre el desarrollo hay estudios que indican que la temperatura debe estar por encima de 1.5 a 2 °C por encima de la temperatura materna. Con la ecografía se produce menos de 1 °C.

### Efecto mecánico
Resulta de la fuerza de radiación de la corriente y de la cavitación. Este efecto se ha valorado en tejidos con gas, como el intestino y los pulmones, y los efectos pueden ser fatales si no se opera correctamente el equipo. En el caso del ultrasonido obstétrico no presenta riesgo, ya que las bolsas amnióticas carecen de gas. Sin embargo, se han demostrado efectos de la radiación mecánica en estudios preliminares de modelos físicos y fetales usando el Doppler obstétrico. Esto se debe a que las imágenes obtenidas con efecto Doppler usan mayores intensidades de sonido y producen índices térmicos más altos con respecto al modo bidimensional, a pesar de que ambos poseen los mismos índices mecánicos. Por tanto, los efectos biológicos potenciales pueden ser tanto de origen térmico como mecánico. El cerebro fetal es considerado más susceptible, por lo cual la exploración que utiliza efecto Doppler durante el embarazo temprano debe evitarse.

## Preparación
La vejiga debe estar llena para que el aire del intestino no interfiera en el paso del sonido y dificulte el estudio del útero y del embrión o feto. En embarazos avanzados no es necesario tener la vejiga llena; por ello, antes de acudir a la cita es importante preguntar al radiólogo las condiciones para el estudio.

## Método de realización
Antes de realizar la ecografía, se recomienda que la madre beba dos o tres vasos de agua una hora antes de la prueba, para llenar la vejiga y así obtener una mejor imagen. La madre permanecerá acostada durante el procedimiento, mientras el ecografista aplicará un gel a base de agua en el abdomen, vientre y pubis. Este gel permitirá que las ondas sonoras enviadas por la sonda manual sean transmitidas al interior del abdomen materno. Estas ondas rebotarán sobre el feto o embrión, para producir una imagen en el ecógrafo. La imagen obtenida permitirá evaluar el estado de la gestación y el desarrollo del embrión o feto. 
En ocasiones, al principio del embarazo se puede hacer la ecografía por vía transvaginal, en cuyo caso la vejiga debe estar vacía.

## Significado de respuestas o resultados anormales
Cualquier resultado anormal en la ecografía puede ser producto de:
- Anomalías congénitas
- Embarazo ectópico
- Restricción en el crecimiento intrauterino
- Embarazo múltiple
- Aborto espontáneo
- Problemas con la posición del bebé en el útero
- Problemas con la placenta, como placenta previa y desprendimiento prematuro de placenta
- Muy poco líquido amniótico
- Demasiado líquido amniótico (polihidramnios)
- Tumores del embarazo, incluyendo enfermedad trofoblástica gestacional
- Otros problemas con los ovarios, el útero y demás estructuras pélvicas

## Limitaciones de las imágenes por ultrasonido obstétrico
El ultrasonido obstétrico no puede identificar todas las anormalidades del desarrollo fetal. Por ello, ante las sospechas de una posible anormalidad clínica detectable por análisis de laboratorio, una mujer embarazada puede tener que someterse a pruebas no radiológicas para determinar la salud del feto, como la amniocentesis (evaluación del fluido extraído del saco que rodea al bebé), o el muestreo de la vellosidad coriónica (evaluación del tejido de la placenta). También puede ser derivada por su médico o matrona de atención primaria a un perinatólogo (obstetra que se especializa en embarazos de alto riesgo).